# Pseudo
Pseudo- o seudo- es un elemento compositivo del lenguaje que se utiliza como prefijo. Es proveniente del griego ψεῦδο y significa falso. Indica una imitación, parecido engañoso o falsedad, y se coloca antes de la disciplina, profesión, concepto, persona o cosa a la que se parece, o aquello que es directamente falso.
En el idioma inglés tiene una acepción adicional, ya que se refiere a una persona que tiene pretensiones engañosas; también describe a una persona que finge ser intelectual, o a alguien que es falso, o que imita de mala fe a otra persona.

## Ejemplos
- Pseudohistoria
- Los escritos cristianos de un anónimo teólogo neoplatonista bizantino que firmaba como Dionisio Areopagita, haciéndose pasar por el primer discípulo del apóstol Pablo cuando predicó en el areópago de Atenas, por lo que fue llamado Pseudo Dionisio Areopagita
- El término de pseudomedicina que algunos profesionales de la salud le aplican a las prácticas de la llamada  medicinas alternativas
- Las disciplinas del movimiento Nueva era que son calificadas como pseudocientíficas o pseudorreligiosas
- Pseudópodo
- Pseudocientífico
- Pseudointeligencia
- Pseudohombre
- Pseudodesechable